# JobTeaser
JobTeaser est une entreprise française qui vend des solutions de recrutement et marque employeur aux entreprises pour embaucher des jeunes talents et une plateforme carrière pour les services carrières des établissements d’enseignement supérieur en Europe.
JobTeaser est fondé par Adrien Ledoux et Nicolas Lombard en 2008. Les bureaux de l’entreprise sont dans le 9e arrondissement de Paris.

## Historique

### Genèse
Adrien Ledoux et Nicolas Lombard créent JobTeaser en 2008, dans l'objectif de changer l'accès des jeunes talents aux informations sur les entreprises afin de faciliter la transition entre le monde étudiant et le monde professionnel.

### Première levée de fonds et changement de business model
En 2013, JobTeaser crée des Career Centers,des plateformes carrière intégrées aux sites des établissements d'enseignement supérieur. Le premier établissement bénéficiant de ce partenariat est l'ESSEC.
JobTeaser publie chaque année un « Baromètre de l'emploi ». Ce rapport compare les postes et secteurs qui recrutent le plus et ceux qui sont les plus recherchés par les étudiants et jeunes diplômés.
En janvier 2015, JobTeaser reçoit 3 000 000 d'euros de Seventure Partners, dans l'objectif de devenir un leader européen du recrutement des jeunes talents. Plus tard la même année, l'entreprise signe son premier partenariat avec une université publique, l'université de Nantes.

### Deuxième levée de fonds et expansion européenne
En mai 2017, JobTeaser lève 15 000 000 €. Les fonds sont récoltés auprès d'Alven Capital, Idinvest Partners, Seventure Partners et Korelya Capital. Adrien Ledoux affirme qu'ils seront utilisés essentiellement pour recruter des commerciaux internationaux et toucher des nouveaux marchés locaux.
En janvier 2018, JobTeaser compte 300 établissements partenaires et 700 000 étudiants et jeunes diplômés inscrits sur la plate-forme. En mai 2018, JobTeaser a 350 établissements partenaires dont 250 en France et 100 disséminés dans 11 pays européens.
En septembre 2022, JobTeaser acquiert Graduateland, une plateforme spécialisée dans le recrutement des jeunes talents. Cette start-up danoise constitue le plus grand réseau carrières des Pays Nordiques avec plus d’un million d’étudiants à travers l’Europe et 50 000 recruteurs actifs.

### Troisième levée de fonds
En septembre 2019 JobTeaser boucle une levée de fonds de 50 millions d’euros auprès du fonds d’investissement Highland Europe et des investisseurs historiques (Alven, Idinvest Partners, Seventure Partners et Korelya Capital), portant à 68 millions d’euros les montants levés depuis sa création en 2008 avec comme objectif de renforcer son écosystème.
En août 2019, 600 universités et 70 000 entreprises utilisent le service en Europe. Fin 2019, JobTeaser intègre le Next40[réf. souhaitée].
En avril 2025, 800 établissements supérieurs, dont 350 en France et 5 000 entreprises utilisent le service en Europe.

### Engagement sociétal
En décembre 2021, JobTeaser devient une société à mission.
En 2023, l'entreprise lance le « Gen Z Lab », destiné à l'analyse des générations futures et de leur relation au travail.
En avril 2024, en collaboration avec l’Université Claude Bernard Lyon 1, l’INSA Lyon et l’Université Lumière Lyon 2, JobTeaser lance le « Career Explorer », un programme de formation hybride visant à aider les étudiants dans leur orientation professionnelle. Cette opération est soutenue par l’État dans le cadre de l’Appel à Manifestation d’Intérêt (AMI) "Compétences et Métiers d’Avenir" du programme France 2030 et est opérée par le Groupe Caisse des Dépôts.

## Produits et services
JobTeaser est une plateforme de recrutement et d'orientation professionnelle destinée aux jeunes talents en Europe. Les revenus de JobTeaser sont basés sur des partenariats payants avec ces entreprises. L'activité principale de JobTeaser est le multiposting : une entreprise peut payer pour viser plusieurs établissements qui utilisent le Career Center et poster sur ces sites en une seule fois. En 2024, JobTeaser lance « TalentConnect », une solution digitale de collecte et gestion des CV pour les forums écoles et les événements de recrutement des entreprises.